# Гришенка
Гри́шенка (каз. Гришен) — село у складі Денисовського району Костанайської області Казахстану. Входить до складу Денисовського сільського округу.
Населення —  (2021; 447 у 2009, 605 у 1999,  у 1989).